# Іденборн (Пенсільванія)
Іденборн (англ. Edenborn) — переписна місцевість (CDP) в США, в окрузі Файєтт штату Пенсільванія. Населення — 229 осіб (2020).

## Географія
Іденборн розташований за координатами 39°52′55″ пн. ш. 79°53′15″ зх. д. / 39.88194° пн. ш. 79.88750° зх. д. (39.882023, -79.887547).  За даними Бюро перепису населення США в 2010 році переписна місцевість мала площу 0,98 км², уся площа — суходіл.

## Демографія
Згідно з переписом 2010 року, у переписній місцевості мешкали 294 особи в 123 домогосподарствах у складі 69 родин. Густота населення становила 299 осіб/км².  Було 144 помешкання (147/км²).
Расовий склад населення:
| - 51,4 % — білих - 43,2 % — чорних або афроамериканців |

До двох чи більше рас належало 5,4 %. Частка іспаномовних становила 1,0 % від усіх жителів.
За віковим діапазоном населення розподілялося таким чином: 26,9 % — особи молодші 18 років, 60,2 % — особи у віці 18—64 років, 12,9 % — особи у віці 65 років та старші. Медіана віку мешканця становила 41,3 року. На 100 осіб жіночої статі у переписній місцевості припадало 90,9 чоловіків;  на 100 жінок у віці від 18 років та старших — 87,0 чоловіків також старших 18 років.
За межею бідності перебувало 11,5 % осіб, у тому числі 0,0 % дітей у віці до 18 років та 47,1 % осіб у віці 65 років та старших.
Цивільне працевлаштоване населення становило 141 особа. Основні галузі зайнятості: освіта, охорона здоров'я та соціальна допомога — 27,0 %, роздрібна торгівля — 12,1 %, мистецтво, розваги та відпочинок — 12,1 %.